# Велике Щуче
Велике Щу́че (рос. Большое Щучье) — присілок у складі Мокроусовського округу Курганської області, Росія.
Населення — 75 осіб (2010, 77 у 2002).
Національний склад станом на 2002 рік:
- росіяни — 100 %